# ATP-toernooi van Warschau
Het ATP-toernooi van Warschau was een tennistoernooi voor mannen dat eenmalig in 2008 gehouden werd in de Poolse stad Warschau. 

## Geschiedenis
De licentie was in 2008 overgenomen van het ATP-toernooi van Sopot. Het toernooi vond vervolgens in 2008 eenmaal plaats in de hoofdstad van Polen 'Warschau'. Daarna werd het toernooi voor onbepaalde tijd stilgelegd vanwege financiële redenen. In 2011 werd de licentie doorverkocht aan het ATP-toernooi van Kitzbühel, dat na een eenjarige pauze weer een plaats op de ATP-toernooikalender verwierf.

## Finales

### Enkelspel
| Jaar | Winnaar           | Finalist      | Score    |
| ---- | ----------------- | ------------- | -------- |
| 2008 | Nikolaj Davydenko | Tommy Robredo | 6-3, 6-3 |

### Dubbelspel
| Jaar | Winnaars                             | Finalisten                     | Score            |
| ---- | ------------------------------------ | ------------------------------ | ---------------- |
| 2008 | Mariusz Fyrstenberg Marcin Matkowski | Nikolaj Davydenko Yuri Schukin | 6-0, 3-6, [10-4] |

 San Marino (1989-2000) →  Sopot (2001-2007) →  Warschau (2008) →  Kitzbühel (2011-heden)
ITF-toernooien (mannen en vrouwen)

ATP-toernooien (mannen) – ATP-seizoen 2025

WTA-toernooien (vrouwen) – WTA-seizoen 2025

Voormalige toernooien mannen
Voormalige toernooien vrouwen
Voormalige amateurtoernooien